# Kuba-Hurrikan (1932)
Der Kuba-Hurrikan von 1932 oder auch Hurrikan Zehn war ein kraftvoller später tropischer Wirbelsturm während der atlantischen Hurrikansaison 1932. Es war der zehnte tropische Sturm, fünfte Hurrikan und dabei der vierte schwere Hurrikan des Jahres 1932 im atlantischen Becken. Es handelte sich dabei um einen der stärksten je im November beobachteten Wirbelstürme, der den Osten von Kuba und die Cayman Islands verwüstete. Durch ihn wurden mindestens 3103 Personen getötet, was eine der höchsten Opferzahlen atlantischer Hurrikane im 20. Jahrhundert darstellt.

## Sturmverlauf

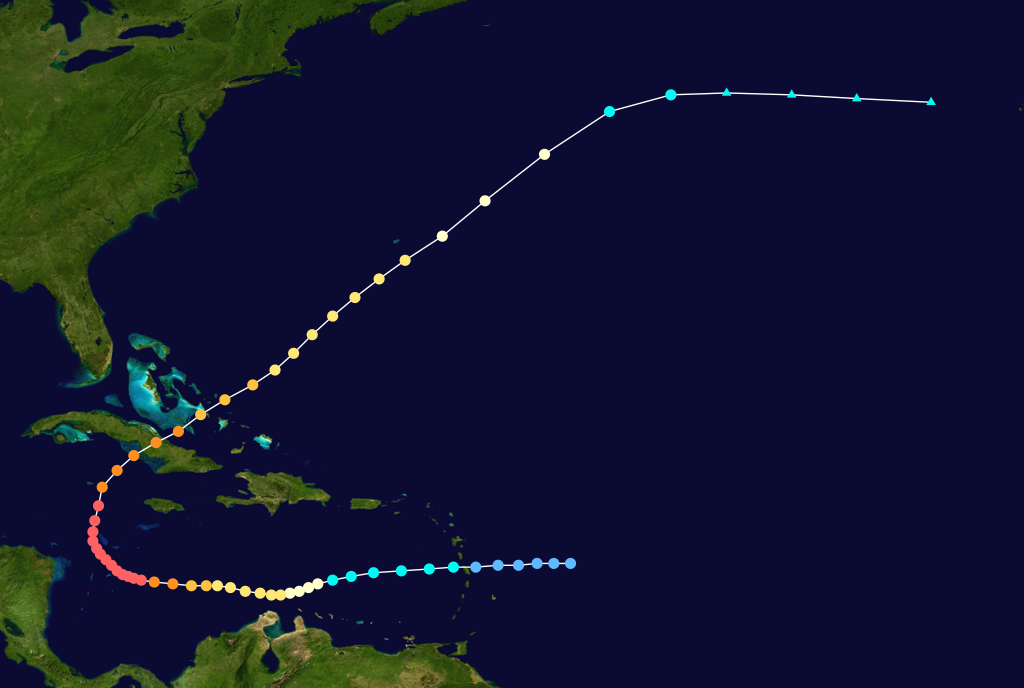
Zugbahn des Hurrikans

Der Sturm wurde erstmals am 30. Oktober etwa 320 km östlich von Guadeloupe als schwacher tropischer Sturm beobachtet. Über die Inseln über dem Winde zog das System am 31. Oktober noch als tropischer Sturm hinweg. Am 1. November intensivierte sich der Sturm zum Hurrikan und drehte in der östlichen Karibik auf eine südwestliche Bahn. Er intensivierte sich stetig und verlangsamte seine Vorwärtsgeschwindigkeit. Am ? November zog das Sturmzentrum nur etwa 80 km nördlich von Punta Gallinas, Kolumbien in einer Stärke vorbei, die heute der Kategorie 2 auf der damals noch nicht existierenden Saffir-Simpson-Hurrikan-Windskala entspricht. Etwa zu diesem Zeitpunkt drehte die Zugrichtung wieder nach West zurück.
Während der Hurrikan langsam über der südlichen Karibik nach Westen strebte, intensivierte er sich kontinuierlich und wurden mit Windgeschwindigkeiten von 185 km/h am Nachmittag des 5. Novembers zu einem schweren Hurrikan. Am selben Tag wurde durch ein Schiff östlich von Mittelamerika und südlich von Kuba ein Luftdruck von 918 mbar (hPa) gemessen, wobei zu dem Zeitpunkt der Sturm möglicherweise stärker war, als die offizielle Spitzenwindgeschwindigkeit von 280 km/h. Am Morgen des 6. November meldete das Dampfschiff San Simeon einen Luftdruck von 964 mbar (hPa), als es sich direkt nördlich des Hurrikanzentrums befand. Zu diesem Zeitpunkt begann der langsam ziehende Hurrikan über der westlichen Karibik eine Kurve nach Norden einzuschlagen. Der Sturm intensivierte sich am 8. November nochmals, als er sich den Cayman Islands näherte und nun auf nordöstlichen Kurs zu einem Kategorie-4-Hurrikan wurde.
Früh am 9. November zog das Zentrum an Cayman Brac mit Windgeschwindigkeiten von mindestens 215 km/h vorbei. An diesem Vormittag prallte der Hurrikan in der Nähe von Santa Cruz del Sur im Osten Kubas mit voller Wucht auf Land, zumindest in der Kategorie 4. Innerhalb weniger Stunden überquerte der Hurrikan die Insel und gelangte am Nachmittag in der Nähe von Nuevitas wieder über Wasser, wobei er zu diesem Zeitpunkt mit andauernden Windgeschwindigkeiten von 205 km/h immer noch ein starker Kategorie-3-Hurrikan war.
Der Sturm beschleunigte seine Vorwärtsgeschwindigkeit und zog in nordöstlicher Richtung auf den offenen Atlantik, wobei er sich kontinuierlich abschwächte. Am 12. November zog er in der Nähe von Bermuda als Kategorie-1-Hurrikan vorbei, aus Bermuda wurden andauernde Windgeschwindigkeiten von 142 km/h berichtet. Sich langsam abschwächend zog der Sturm in Richtung Nordatlantik und wurde am 13. November südlich von Neufundland außertropisch. Dort wurde er schon kurz darauf von einer größeren außertropischen Störung absorbiert.

## Auswirkungen
Aus Venezuela und Kolumbien, an denen der Hurrikan nördlich vorbeigezogen war, wurden geringere Schäden gemeldet, auch Jamaika kam relativ glimpflich davon, obwohl es in manchen Gemeinden zu erheblichen Einbußen an Bananenstauden kam. Providencia in Kolumbien verzeichnete deutliche Schäden in der Landwirtschaft und etwa 36 Häuser wurden durch Wellengang zerstört.
Der Sturm verwüstete die Cayman Islands, insbesondere Cayman Brac, was durch die Sturmflut buchstäblich eingeebnet wurde. Die Flut erreichte einen Stand, der den Berichten nach zehn Meter über dem Normalwert lag. Viele Häuser und Gebäude wurden durch die Wellen in die See gespült und viele Bewohner mussten auf Bäume klettern, um den Fluten zu entkommen. Auf der Inselgruppe starben 70 Bewohner, bis auf einen alle davon auf Cayman Brac. Durch den Hurrikan sank das Schiff Balboa.
Am schwersten waren die Schäden auf Kuba. Die Stadt Santa Cruz del Sur in der Provinz Camagüey wurde durch die hohe Brandung überspült, das Wasser reichte 6,5 m über den Meeresspiegel. Wenige Gebäude blieben in dem Gebiet stehen. Alleine in dieser Küstenstadt verloren 2870 Personen durch den Sturm ihr Leben und insgesamt starben in Kuba 3033 Personen. Der Schaden wurde damals mit $40 Millionen US-Dollar (1932) beziffert.

## Wetterrekorde
In der Datenbank HURDAT des National Hurricane Centers wird der Sturm als leichter Kategorie-4-Hurrikan geführt, für den kein Luftdruck angegeben ist. Seit einigen Jahren ist das NHC dabei, für alle Wirbelstürme seit 1900 Nachanalysen vorzunehmen und nach diesen Berechnungen hat der Sturm wahrscheinlich Windgeschwindigkeiten von 260 km/h erreicht, als er im Osten Kubas über Land gelangte und der Luftdruck belief sich auf 918 mbar (hPa). Falls sich diese Berechnungen als korrekt erweisen, wäre der Kuba-Hurrikan von 1932 der späteste Kategorie-5-Hurrikan, der jemals im atlantischen Becken beobachtet wurde. Er würde damit Hurrikan Hattie der atlantischen Hurrikansaison 1961 um sechs Tage schlagen und wäre auch der stärkste Hurrikan im Atlantik im November überhaupt, ein ganzes Stück vor Hurrikan Lenny mit 933 mbar (hPa). Eine solche Aufstufung würde die Hurrikansaison 1932 zur ersten von fünf insgesamt machen, in denen jeweils fünf Stürme die höchste Stufe der Saffir-Simpson-Hurrikan-Windskala erreichten (neben 1960, 1961, 2005 und 2007); sie wäre auch die erste Saison, in der mehrere Stürme in dieser Stärke über Land gelangten – bislang war dies nur in der Saison 2007 der Fall.
Hurrikan Paloma gelangte am selben Tag des Jahres genau 76 Jahre später am selben Ort über Land. Paloma war ein seltener Kategorie-4-Hurrikan im November.